# ТЕС Пуертояно (Elcogas)
ТЕС Пуертояно (Elcogas) – колишня теплова електростанція в іспанському регіоні Кастілья-Ла-Манча. Належала до типу IGCC (Integrated Gasification Combined Cycle), тобто не лише використовувала технологію комбінованого парогазового циклу, але й мала власну установку газифікації, що продукувала паливо для живлення газових турбін.
Проект реалізували через компанію Elcogas, засновниками якої виступили переважно гравці енергетичного ринку – Endesa (40,99%), EDF (31,48%), Iberdrola (12%), Hidrocantabrico (4,3%), EDP (4,3%), ENEL (4,3%), а також Siemens (2,35%, постачальник турбін) та Krupp Koppers (0,04%, постачальник обладнання для газифікації). 
На момент запуску в 1996-му станція використовувала природний газ, який надходить до регіону по трубопроводу Уельва – Кордова – Мадрид, а з 1998-го почалась виробітка синтез-газу. Сировина для блоку газифікації мала змішане походження – половину складало високозольне кам’яне вугілля з місцевої копальні, тоді як друга половина припадала на нафтовий кокс, який продукує розташований у тому ж Пуертояно нафтопереробний завод. 
ТЕС отримала один енергоблок комбінованого циклу потужністю 335 МВт, в якому одна газова турбіна потужністю 200 МВт живила через котел-утилізатор одну парову турбіну з показником 135 МВт. Паливна ефективність блоку становила 47%.
В 2014-му Elcogas зазнала значних збитків і в січня 2016-го зупинила ТЕС Пуертояно. Споруди станції були знесені, зокрема, градирня заввишки 122 метра та башта установки газифікації висотою 81 метр.